# Elaphrinae
Elaphrinae là một phân họ bọ cánh cứng trong họ Carabidae.

## Các chi
Phân họ này gồm các chi sau:
- Blethisa Bonelli, 1810
- Diacheila Motschulsky, 1844
- Elaphrus Fabricius, 1775